# Justin Cicatello
Justin Joseph Cicatello (Buffalo, 6 marzo 1984) è un giocatore di baseball statunitense con cittadinanza italiana.

## Carriera

### Club
Terminato il periodo universitario nel 2006, Cicatello gioca per una stagione nell'indipendente Frontier League tra le file dei Kalamazoo Kings, mentre nell'anno 2008 è stato fermo per inattività.
Nel 2009 è arrivato in Italia tramite il Parma Baseball, che lo ha inizialmente girato in Serie A2 al Sala Baganza, formazione della provincia parmense. Rientrato nel capoluogo, ha conquistato il decimo scudetto della storia del Parma.
Dal 2013 gioca nella Intercounty Baseball League, lega canadese indipendente, con i Toronto Maple Leafs.

### Nazionale
Nel 2010 si è guadagnato la prima convocazione nella Nazionale italiana nell'anno dell'Europeo vinto in Germania.
Al termine della stagione 2012, ha al suo attivo 19 presenze in azzurro.
Ha dovuto rinunciare a disputare il World Baseball Classic 2013 complice un infortunio al gomito. In sua sostituzione, è stato convocato l'ex compagno di squadra Marco Grifantini.
Successivamente ha continuato a giocare con i Toronto Maple Leafs nella lega canadese Intercounty Baseball League. In un paio di brevi occasioni, nel 2015 e nel 2018, è tornato nel frattempo in Italia con l'ingaggio da parte della Fortitudo Bologna in vista dell'impegno europeo in Coppa dei Campioni.

## Palmarès

### Club
- Campionati italiani: 1

Parma: 2010

### Nazionale
- Campionati europei: 2

Italia: 2010, 2012